# Соціальний конструктивізм
Соціальний конструктивізм — це термін, що використовується в соціології, соціальній онтології та теорії комунікації. Цей термін може виконувати дещо різні функції в кожній галузі; проте основа цієї теоретичної бази передбачає, що різні аспекти соціальної реальності, такі як концепції, переконання, норми та цінності, формуються шляхом безперервної взаємодії та переговорів між членами суспільства, а не емпіричного спостереження фізичної реальності. Теорія соціального конструктивізму постулює, що значна частина того, що люди сприймають як «реальність», насправді є результатом динамічного процесу конструювання, що знаходиться під впливом соціальних умовностей та структур.
На відміну від явищ, які є вродженими або біологічно зумовленими, ці соціальні конструкти колективно формулюються, підтримуються і формуються соціальними контекстами, в яких вони існують. Ці конструкти суттєво впливають як на поведінку, так і на сприйняття індивідів, часто засвоюючись на основі культурних наративів, незалежно від того, чи піддаються вони емпіричній перевірці, чи ні. У цьому двосторонньому процесі конструювання реальності індивіди не лише інтерпретують і засвоюють інформацію через свої соціальні відносини, але й роблять свій внесок у формування існуючих суспільних наративів.
Приклади явищ, які часто розглядаються як соціальні конструкти, дуже різноманітні, охоплюючи приписану вартість грошей, уявлення про концепцію "я ", самоідентичність, стандарти краси, стать, мову, расу, етнічну приналежність, соціальний клас, соціальну ієрархію, національність, релігію, соціальні норми, сучасний календар та інші одиниці часу, шлюб, освіту, громадянство, стереотипи, жіночність та маскулінність, соціальні інститути та навіть саму ідею «соціального конструкту». На думку соціальних конструктивістів, це не універсальні істини, а гнучкі сутності, які можуть суттєво відрізнятися в різних культурах та суспільствах. Вони виникають із спільного консенсусу та формуються та підтримуються завдяки колективній людській взаємодії, культурним практикам та спільним переконанням. Це висловлює думку, що люди в суспільстві конструюють ідеї чи концепції, які можуть не існувати без існування людей чи мови для підтвердження цих концепцій, тобто без суспільства ці конструкції перестали б існувати.

## Огляд
Соціальний конструкт або конструкція — це значення, поняття або конотація, яку суспільство надає об'єкту або події, і яка прийнята цим суспільством щодо того, як воно розглядає або поводиться з об'єктом або подією[1].
Соціальне конструювання цільових груп населення — це культурні характеристики або популярні образи осіб чи груп, на поведінку та добробут яких впливає державна політика[1].
Соціальний конструкціонізм стверджує, що значення явищ не мають незалежної основи поза ментальними та мовними уявленнями, які люди розвивають про них протягом своєї історії, і які стають їхньою спільною реальністю.[1] З лінгвістичної точки зору, соціальний конструкціонізм розглядає значення як внутрішнє посилання всередині мови (слова посилаються на слова, визначення на інші визначення), а не як зовнішню реальність.[2][3].

## Походження

Кожна людина створює власну «сконструйовану реальність», яка керує її поведінкою.

У своїй книзі <i id="mwdQ">«Громадська думка»</i> 1922 року Вальтер Ліппманн сказав: «Реальне середовище загалом занадто велике, занадто складне та занадто швидкоплинне для безпосереднього знайомства» між людьми та їхнім середовищем. Кожна людина конструює псевдосередовище, яке є суб'єктивним, упередженим та обов'язково скороченим ментальним образом світу, і певною мірою псевдосередовище кожного є фікцією. Люди «живуть в одному світі, але думають і відчувають у різних». «Середовище» Ліппмана можна назвати «реальністю», а його «псевдосередовище» здається еквівалентним тому, що сьогодні називають «сконструйованою реальністю».[оригінальне дослідження?]
Соціальний конструктивізм нещодавно вкорінився в " символічний інтеракціонізм " та " феноменологію ". Ця концепція знайшла своє утвердження з публікацією в 1966 році праці Бергера та Лукмана «Соціальне конструювання реальності». Більш ніж чотири десятиліття потому багато теорій та досліджень приєдналися до основного принципу, що люди «створюють свій соціальний та культурний світ одночасно з тим, як ці світи створюють їх». Це точка зору, яка викорінює соціальні процеси, «одночасно грайливі та серйозні, за допомогою яких реальність одночасно розкривається та приховується, створюється та руйнується нашою діяльністю». Вона замінює «західну інтелектуальну традицію», де дослідник "щиро шукає визначеності в представленні реальності за допомогою пропозицій ".
У термінах соціального конструктивізму, «самостійні реальності» культивуються з «взаємодії між соціальними агентами»; більше того, реальність — це не якась об'єктивна істина, «яка чекає на розкриття через позитивістське наукове дослідження». Швидше, може існувати «множинні реальності, які конкурують за істину та легітимність». Соціальний конструктивізм розуміє «фундаментальну роль мови та комунікації», і це розуміння "сприяло лінгвістичному повороту " та, нещодавно, "повороту до теорії дискурсу ". Більшість соціальних конструктивістів дотримуються переконання, що «мова не відображає реальність; радше, вона її конституює [створює]».
Широке визначення соціального конструкціонізму має своїх прихильників і критиків в організаційних науках.[1] Конструкціоністський підхід до різних організаційних та управлінських явищ є більш поширеним і зростаючим.[1]
Енді Лок і Том Стронг простежують деякі з фундаментальних принципів соціального конструкціонізму до робіт італійського політичного філософа, ритора, історика та юриста 18-го століття Джамбаттиста Віко[1].
Бергер і Лукманн відзначають великий вплив Макса Шелера, який створив ідею соціології знання, що вплинула на теорію соціального конструювання.
За словами Лока та Стронга, іншими впливовими мислителями, чиї праці вплинули на розвиток соціального конструктивізму, є: Едмунд Гуссерль, Альфред Шутц, Моріс Мерло-Понті, Мартін Гайдеггер, Ганс-Георг Гадамер, Поль Рікер, Юрген Габермас, Еммануель Левінас, Михайло Бахтін, Валентин Волосинов, Лев Виготський, Джордж Герберт Мід, Людвіг Вітгенштейн, Грегорі Бейтсон, Гарольд Гарфінкель, Ервінг Гоффман, Ентоні Гідденс, Мішель Фуко, Кен Герген, Мері Герген, Ром Харре та Джон Шоттер.